# 1113
El 1113 (MCXIII) fou un any comú començat en dimecres del calendari julià.

## Esdeveniments
- Ramon Berenguer I, comte de Barcelona, esdevé comte de Provença per matrimoni.
- març -  Gisors: Tractat entre el rei francès Lluís VI i el rei anglès Enric I com a duc de Normandia, pel qual el primer reconeixia la sobirania del ducat de Normandia sobre el comtat del Maine i sobre la Bretanya.[1]